# Pfarrkirche Mieger

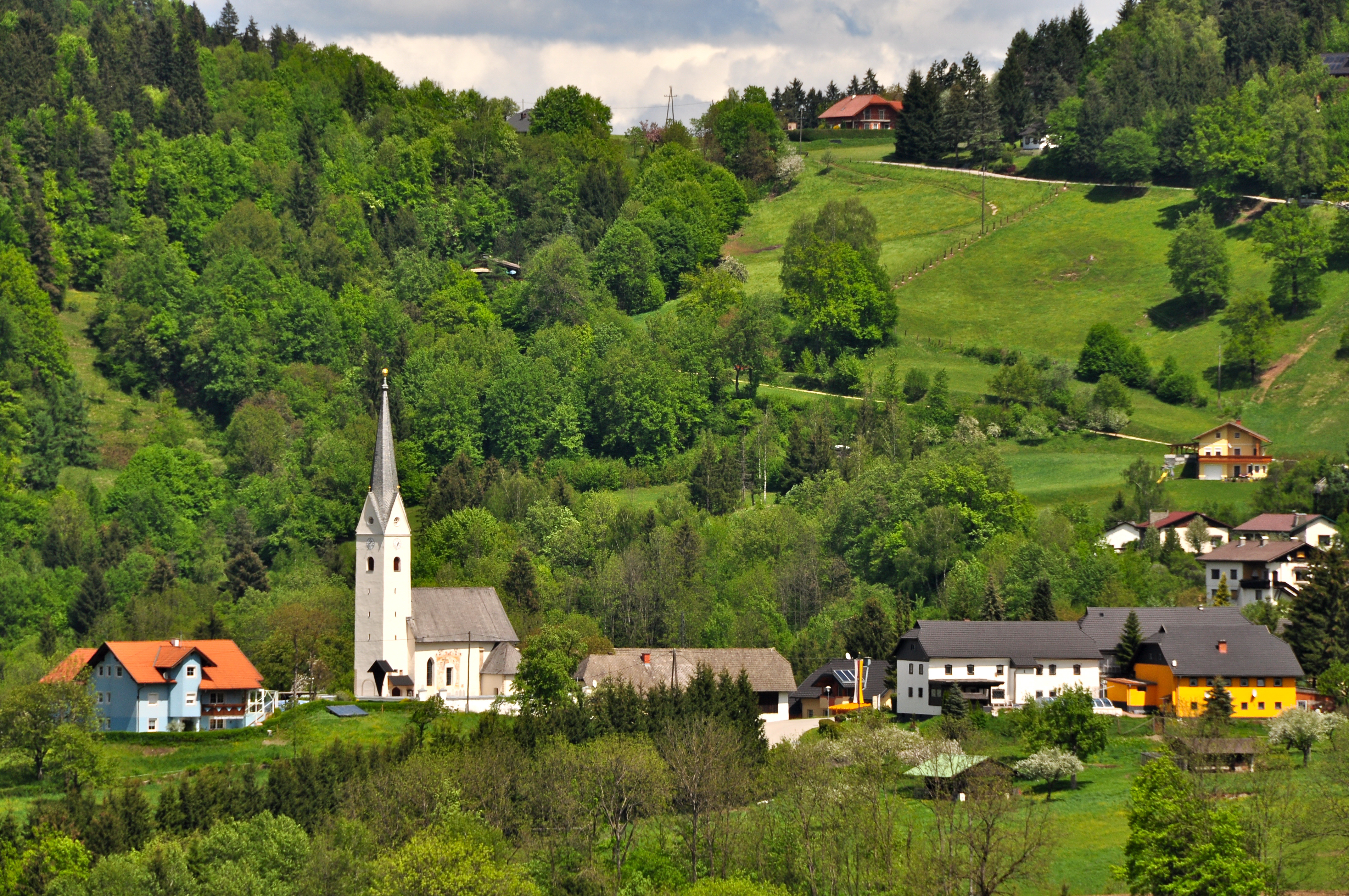
Katholische Pfarrkirche hl. Bartholomäus in Mieger

Die römisch-katholische Pfarrkirche Mieger steht in der Ortschaft Obermieger in der Marktgemeinde Ebenthal in Kärnten im Bezirk Klagenfurt-Land in Kärnten. Die dem Patrozinium des hl. Bartholomäus unterstellte Kirche gehört zum Dekanat Tainach/Tinje in der Diözese Gurk-Klagenfurt. Die Kirche steht unter Denkmalschutz (Listeneintrag).

## Geschichte
Urkundlich wurde 1359 eine Kirche genannt, wohl eine Gründung vom Stift Viktring. 1616 eine Filiale der Pfarrkirche Tainach, entstand 1774 ein Vikariat.
Der spätgotische Kirchenbau aus dem 16. Jahrhundert und der Westturm wurde wohl nach zwei Bränden 1864 und 1880 mit steilen Giebeln und einem achtseitigen Spitzhelm erneuert. Die gotischen spitzbogigen Formen der Fenster der Kirche wurden bei der Restaurierung 1947 wiederhergestellt. An der Westwand des Turmes wurde 1947 ein Wandbild hl. Christophorus freigelegt und 1997 ein zerstörtes Wandbild hl. Christophorus aus 1575 an der Südfassade freigelegt, das Bild wurde durch einen Fensterausbruch im 19. Jahrhundert gestört, es zeigt das Wappen des habsburgischen Landesfürsten, Erzbistum Salzburg, Propst Gregor I. Latomus (1558–1579) und der Malerzunft. 1997 wurde bei der Außenrestaurierung an der Südfassade eine Wandmalerei freigelegt, dabei wurden an den Fassaden der Kirche ein Kratzputzdekor wohl aus der ersten Hälfte des 17. Jahrhunderts wiederhergestellt.

## Architektur
Die Kirche steht inmitten eines Friedhofes.
Das Kirchenäußere zeigt ein gotisches Langhaus mit einem Westturm und einen eingezogenen Chor mit einem Fünfachtelschluss. Südseitig am Chor steht ein Sakristeianbau, er zeigt die Jahreszahl 1628 am Türsturz und das Tainacher Wappen. Der Westturm hatte ursprünglich im Erdgeschoß eine offene Vorhalle, die ehemaligen Rundbogenöffnungen sind erkennbar vermauert. Am Chor stehen zweistufige Strebepfeiler. 
Das Kircheninnere zeigt ein dreijochiges Langhaus und einen dreijochigen Chor mit spätgotischen Sternrippengewölben auf Diensten, im Chor mit runden Schlusssteinen und Wappenkapitellen. Der Triumphbogen zeigt die Jahresangabe 1540. Zur südlichen Sakristei führt ein Renaissance-Portal mit der Inschrift und Propstwappen Gentilotti. Die Sängerempore steht auf zwei Rundsäulen aus Holz aus dem 19. Jahrhundert.

## Einrichtung
Der Hochaltar aus 1664 trägt die Figuren der Heiligen Bartholomäus, Laurentius, Georg und im Aufsatz Michael. 

## Grabdenkmäler
- Im Friedhof steht ein überlebensgroßes manieristisches Kruzifix aus dem 17. Jahrhundert, 1972 und 1996 restauriert.